# شهرستان فرانکلین (کانزاس)
شهرستان فرانکلین، کانزاس (به انگلیسی: Franklin County, Kansas) یک سکونتگاه مسکونی در ایالات متحده آمریکا است که در کانزاس واقع شده‌است.